# Уайтчепел (телесериал)
Уайтчепел (англ. Whitechapel) — британский телесериал производства компании Carnival Films, рассказывающий об отделе криминальной полиции Лондона, который расследует преступления подражателей знаменитых преступлений прошлого. Первый сезон вышел в Великобритании 2 февраля 2009 года на телеканале ITV и посвящён поимке виртуозного подражателя Джека Потрошителя.
Название сериала отсылает к району Лондона, где и происходили убийства Потрошителя. В российском переводе существует несколько вариантов. Чаще всего отсылкой к первому сезону употребляется название «Современный потрошитель», также можно встретить «Жестокие тайны Лондона».

## Сюжет

### Сезон 1
Детектив-инспектор Джозеф Чандлер, страдающий легкой формой ОКР, больше времени проводит в компании высшего полицейского начальства, чем за расследованием преступлений. Детектив-сержант Рэй Майлс — опытный полицейский-практик, который не переносит показушности в своей работе. Вместе им предстоит работать над жестоким убийством, произошедшем во время пожара. С самого начала им с трудом удается найти общий язык. Кроме того в расследовании появляется свидетель, который утверждает, что убийца — Джек Потрошитель.
Поначалу маловразумительного «потрошителеведа» не воспринимают всерьез, но его прогнозы сбываются один за другим. Опираясь на историю серийного убийцы конца 19 века, группа детективов пытается предсказать действия современного маньяка. Им удается ухватить нить и найти квартиру неизвестного, однако времени до последнего убийства — реплики убийства Мэри Джейн Келли — остается все меньше. После этого поймать убийцу будет невозможно, он испарится, как и его кумир. Случайно брошенная фраза помогает вычислить личность преступника. Чандлер делает выбор, который повлияет на всю его блестящую карьеру.

### Сезон 2
После неудачной погони за новым Потрошителем группа Чандлера и Майлса попадает в немилость у руководства. Им достаются лишь скучные бытовые дела и мелкие преступные разборки. Однако, выехав на самоубийство, Майлс сразу узнает почерк банды братьев-близнецов Крэй — гангстеров, державших в страхе весь Уайтчепел в 60-х годах. У него есть личный мотив в этом деле — его отец был членом их банды. Чандлер начинает громкое расследование. Его подозрение падает на Стивена Дюка, местного преступного воротилу. Но дело приобретает новый оборот, когда выясняется, что у одного из близнецов есть дети — новые близнецы Крэй. Группа Чандлера и Майлса оказывается в опасности. И только разрушив легенду о возрождении близнецов Крэй и раскрыв коррумпированного детектива, они выводят банду на чистую воду.

### Сезон 3
Дело 1
Ночью работница частного ателье вышла купить перекусить, а, вернувшись, обнаружила своего начальника и всех коллег убитыми. Эд Бечен указал Чандлеру, что это очень похоже на одно из Уайтчепельских убийств. Когда история снова начинает повторять сама себя, команде Чандлера и Майлса удается найти точки соприкосновения между жертвами — все они недавно делали ремонт.
Дело 2
В Темзе найдены части тел девушек, завернутые в черные полиэтиленовые мешки. Доктор Лледеллин выясняет, что девушки были отравлены кантаридином, редкостью в современном Лондоне. Чандлер и инспектор соседнего района Мина Норроу находят фирму, которая производит этот яд, и получает от неё письма, в которых содержится просьба на поставку кантаридина. Письма написаны разными стилями и почерками, но Чандлер уверен, что это один человек с разными личностями.
Дело 3
Десятилетняя девочка становится свидетельницей убийства своей няни. Она утверждает, что её убил бугимен. Чандлер и Майлс не принимают её слова всерьез, считая их впечатлениями от детской страшилки. Под подозрение попадает психопат Мантус, убивший всю семью, а ныне вообразивший себя героем фильма «Лондон после полуночи».
Но вскоре у них появляется взрослый надежный свидетель — психолог Морган Лэмб, которой удалось выжить после нападения «бугимена». Пока следователи пытаются найти логику в действиях убийцы, Морган помогает Чандлеру справляться с его фобиями. Только вспомнив, в каких случаях «бугимен» приходит к детям, Чандлер и Майлс отметают Мантуса в качестве подозреваемого и видят, кто мог желать смерти случайному, на первый взгляд, набору жертв.

### Сезон 4
Дело 1

Команда Чандлера сталкивается с цепью необычайно жестоких убийств, копирующих пытки XVI века во времена охоты на ведьм. Бывший агент MI-6 Криспин Уингфилд передает Чандлеру информацию, согласно которой существует некий «провокатор» — он и повинен в жестоких убийствах последнего времени.
Дело 2
На одиозной выставочной площадке найден скальп человеческого лица. По выделяющимся татуировкам Кент определяет принадлежность человека к русской мафии. Но обнаружение новых скальпов ставит под сомнение версию мафиозных разборок.
Дело 3
В канализации находят изуродованное тело. Команде предстоит выяснить, появился ли в Лондоне ещё один жестокий убийца или же в канализацию вернулись дикие животные. К тому же Чандлеру предстоит собрать команду воедино после провально тимбилдинг тренинга.

## Актёрский состав
| Актёр              | Роль                                                                   | Первый эпизод | Последний эпизод |
| ------------------ | ---------------------------------------------------------------------- | ------------- | ---------------- |
| Руперт Пенри-Джонс | Детектив-инспектор Джозеф «Джо» Чандлер                                | 1.1           | 4.6              |
| Фил Дэвис          | Детектив-сержант Рэй «Скип» Майлс                                      | 1.1           | 4.6              |
| Стив Пембертон     | Эдвард Бакен, потрошителевед                                           | 1.1           | 4.6              |
| Кристофер Фулфорд  | Фитцжеральд (Фитц), член команды Майлса, позже разжалован в патрульные | 1.1           | 2.2              |
| Джонни Харрис      | Детектив-констебль Сандерс                                             | 1.1           | 1.3              |
| Сэм Стокман        | Детектив-констебль Эмерсон Кент, младший член команды                  | 1.1           | 4.6              |
| Джордж Росси       | Детектив-констебль Джон Маккормак                                      | 1.1           | 2.3              |
| Алекс Дженнингс    | Коммандер Андерсон, друг семьи и покровитель Джо Чандлера              | 1.1           | 2.3              |
| Клэр Рашбрук       | Доктор Кэролайн Ллевеллин, патологоанатом                              | 1.1           | 4.6              |
| Бен Бишоп          | Детектив-констебль Финдли Манселл                                      | 2.1           | 4.6              |
| Ханна Уолтерс      | Детектив-констебль Меган Райли                                         | 3.1           | 4.6              |

## Релизы
Премьера сериала состоялась 2 февраля 2009 года. Первая серия достигла рейтинга в 8,13 миллионов зрительской аудитории.
Первый сезон получил в основном одобрительные отзывы, в том числе на сайте Metacritic и в газете The Times.
Второй сезон был заказан ITV в сентябре 2009 года. Первая серия вышла в свет 11 октября 2010 года.
В марте 2011 года сериал был продлен на третий сезон с изменением формата — вместо одного дела, занимающего три серии и составляющего сезон, было отснято 6 эпизодов (3 истории по две части в каждой).
Стартовал сезон 30 января 2012 года.
В сентябре 2012 года произошло продление сериала на четвёртый сезон, состоящий из шести эпизодов. Премьера состоялась 4 сентября 2013 года.
В США первый и второй сезоны транслировались на телеканале BBC America еженедельно с 16 октября 2011 года. Третий сезон стартовал 28 марта 2012 года.
В ноябре 2013 года было объявлено, что пятого сезона не будет. О том, что ITV решили закрыть «Уайтчепел», Руперт Пенри-Джонс написал на своей странице в Twitter.

## Оценки
В 2014 году телеканал Channel 5 в своем фильме «Любимые британские детективы» поставил героев «Уайтчепела» на 19 место.